# Natasja Saad

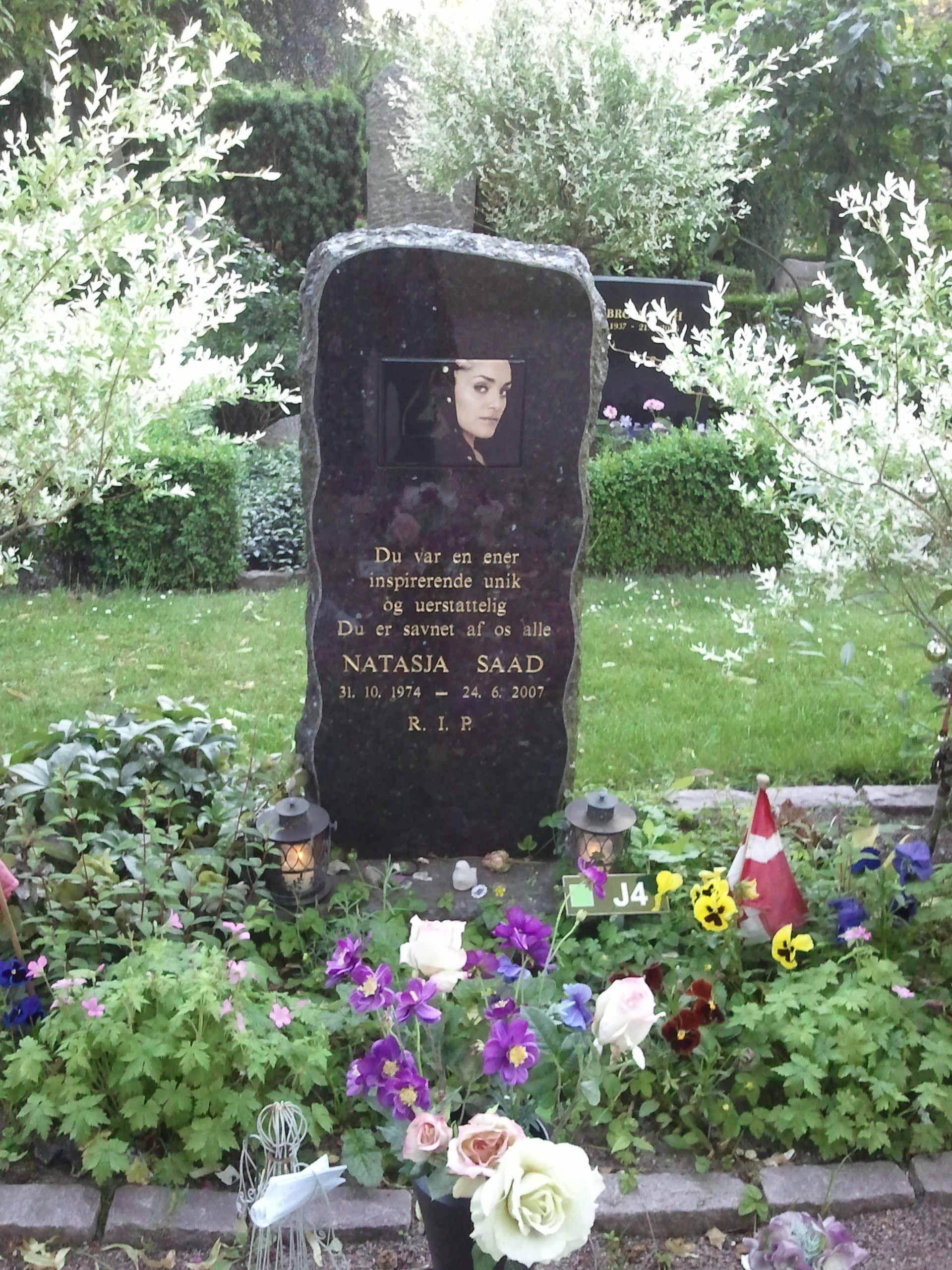
Natasja Saads grav på Assistens Kirkegård i Köpenhamn.

Natasja Saad, även kallad "Little-T" eller bara "Natasja", född 31 oktober 1974 i Köpenhamn, död 24 juni 2007 i Spanish Town på Jamaica, var en dansk sångerska. Hon började sjunga och agera DJ vid tretton års ålder i bandet No Name Requested. 2006 vann hon, som första icke-jamaican, Irie FM Big Break Contest med sången 45 Questions. Hon blev internationellt känd med låten Calabria tillsammans med DJ Enur. I Danmark är hon känd för den helt danskspråkiga skivan I Danmark er jeg født. Singeln Gi mig Danmark tilbage blev det årets slagdänga. Sången syftar på de senaste årens radikala förändringar under vilka Danmark förlorat en del av toleransen som karaktäriserade landet. Bland annat sörjer hon ungdomshuset i Nørrebro och fristaden Christiania. Natasja dog, mitt i karriären, den 24 juni 2007 i en bilolycka i Spanish Town på Jamaica.